# Xochitepec (Messico)
Xochitepec è un comune del Messico, situato nello stato di Morelos.
Gli scavi di Zazacatla mostrano che l'area fu abitata tra l'800 e il 500 a.C.